# Murtin-et-Bogny
Murtin-et-Bogny település Franciaországban, Ardennes megyében. Lakosainak száma 175 fő (2022. január 1.). Murtin-et-Bogny Le Châtelet-sur-Sormonne, Harcy, Remilly-les-Pothées, Rimogne, Rouvroy-sur-Audry és Sormonne községekkel határos.

## Népesség
A település népességének változása:
| Lakosok száma | 142  | 128  | 126  | 174  | 172  | 176  | 182  | 186  | 190  | 175  |
|               | 1968 | 1982 | 1990 | 2006 | 2013 | 2015 | 2017 | 2019 | 2020 | 2022 |